# Gaza (muhafaza)
Gaza (arab. ‏غزة‎, Ghazzah) – muhafaza Palestyny. Leży w północnej części Strefy Gazy. Od północnego wschodu sąsiaduje z Gazą Północną, od południowego zachodu z Dajr al-Balah, a od północnego zachodu ma dostęp do Morza Śródziemnego. Od południowego wschodu graniczy z izraelskim Dystryktem Południowym. Ma powierzchnię 74 km² i jest czwartą najmniejszą jednostką administracyjną kraju. Według danych Palestyńskiego Centralnego Biura Statystycznego na rok 2007 zamieszkało ją 496 410 osób, co stanowiło 13,2% ludności Palestyny. Znajdowało się tu wtedy 76 810 gospodarstw domowych. Do 2015 roku liczba ludności wzrosła do 625 824, a gęstość zaludnienia wynosiła 5 947 os./km². Do izraelskiej inwazji w październiku 2023 r., była to najgęściej zaludniona i druga pod względem liczby ludności muhafaza Palestyny

## Miejscowości
- Al-Mugharakaa
- Az-Zahra
- Gaza
- Dżuhur ad-Dik
- Madinat al-Auda